# The Famished Road
The Famished Road (1991, Nederlandse vertaling: De hongerende weg) is een roman van Ben Okri.
De protagonist van The Famished Road is Azaro, een abiku of geestenkind. Een abiku is een kind dat liever niet geboren wordt en liever in de geestenwereld of hemel blijft. Een abiku sluit in de geestenwereld een pact met andere abiku's, zijn gezellen. Volgens dat pact moet de abiku, wanneer de tijd om geboren te worden is aangebroken, zo gauw mogelijk sterven om weer naar de geestenwereld terug te kunnen keren. Wanneer een moeder vaak miskramen heeft gekregen of wanneer haar kinderen zeer jong sterven zijn de gestorven kinderen één kind; de abiku wordt telkens bij dezelfde moeder geboren. Azaro krijgt medelijden met zijn moeder en besluit te blijven, ondanks het pact met zijn gezellen. Omdat Azaro een geestenkind is, leeft hij zowel in de geestelijke wereld als in de reële wereld.
The Famished Road bestaat uit twee verhaalniveaus, de vertelling van de gebeurtenissen in de realiteit en de vertelling van de geestenwereld. Deze verhaalniveaus lopen parallel aan elkaar, komen zelfs soms helemaal samen. Ook worden beide verhaalniveaus verteld vanuit Azaro's perspectief. De vertelling van de gebeurtenissen in de realiteit speelt zich waarschijnlijk af in de maanden voor de Nigeriaanse onafhankelijkheid van 1960. De corrupte politiek van de opkomende verkiezingen vormen samen met de beschrijving van het leven van een getto van een grote stad de vertelling van de realiteit. De stad wordt niet bij naam genoemd, maar waarschijnlijk gaat het om Lagos in Nigeria. In het getto binden Azaro en zijn ouders de dagelijkse strijd met armoede en honger aan. Azaro's vaders werk bestaat uit het sjouwen van zware zakken cement en zout; Azaro's moeder is straatventster, later marktventster. Beiden werken hard, maar verdienen weinig geld, daarnaast worden ze tegengewerkt door de aanhangers van de Partij van de Rijken omdat Azaro's vader voor de Partij van de Armen is. De huurbaas van Azaro's familie is lid van de Partij van de Rijken en verhoogt de huur zodra de politieke voorkeur van Azaro's vader algemeen bekend wordt.
Tijdens een opstand, een vergeldingsactie voor de uitdeling van bedorven melk door de Partij van de Rijken, wordt Azaro's moeder gefotografeerd. De foto komt in een nationale krant te staan, met als gevolg dat ze door de aanhangers van de Partij van de Rijken tijdens haar werk getreiterd wordt en zelfs een aantal keer van de markt verdreven. De strijd tussen de beide Partijen is continu aanwezig in de roman. Azaro's vader besluit op een gegeven moment bokser te worden en wint van enkele bijzondere tegenstanders: een bokskampioen die drie jaar daarvoor gestorven is, een aanhanger van de Partij van de Rijken met een enorm fysiek en een Vechtend Spook. Na ieder gevecht belandt hij half in de geestenwereld, waardoor hij wijsheden en inzichten vergaart. Deze inzichten leiden tot de oprichting van zijn eigen partij, die slechts een handjevol bedelaars tot haar aanhang mag rekenen. De stabiele factor in het geheel is Azaro's moeder, die ondanks de treiterijen blijft doorwerken en de primaire behoeften van het gezin tracht te bevredigen.
De vertelling van de geestenwereld bestaat uit episodes die geheel losstaan van de vertelling van de realiteit, maar ook uit episodes die de vertelling van de realiteit vertellen vanuit een spiritueel mythisch perspectief en zelfs uit episodes waarbij de beide vertellingen geheel samenkomen. De gebeurtenissen die hierboven staan beschreven, worden door Azaro verteld. Hij staat met één been in de realiteit en met het ander in de geestenwereld, hierdoor lijkt hij meer en andere dingen waar te nemen dan de mensen in zijn omgeving, hoewel hij niet de enige is. Zijn vader, Madame Koto, de plaatselijke horeca-uitbaatster, en een oude blinde man zijn ook in staat dingen uit de geestenwereld waar te nemen. Soms staan deze dingen los van de vertelling van de realiteit, bijvoorbeeld alle geesten, goden en dergelijke die hij tijdens zijn dwaaltochten ziet. Vaker lopen de twee werelden parallel. Azaro vertelt bijvoorbeeld wel de hierboven beschreven gebeurtenissen, soms zoals zijn omgeving ze ook zouden hebben gezien, maar vaker met magische toevoegingen. Azaro ziet bijvoorbeeld geesten tijdens gevechten in de bar van Madame Koto. Voordat zijn vader met de dode bokser vecht, ziet Azaro al lichtjes en gele ogen verschijnen die iets magisch of spiritueels aanduiden. Het gevecht van de vader met de dode bokser is trouwens een goed voorbeeld waarbij de twee werelden of vertellingen samenkomen.
Dit boek is onderdeel van een trilogie samen met Toverzangen en Onmetelijke rijkdom.